# Norman Fowler
Peter Norman (Norman) Fowler, Baron Fowler (Chelmsford, Engeland, 2 februari 1938) is een Brits politicus van de Conservative Party. Hij is de Lord Speaker (voorzitter van het Hogerhuis) sinds 1 september 2016.
Fowler was tussen 1972 en 1994 bewindspersoon in de kabinetten Heath (1972–1974), Thatcher I, II, III (1979–1990) en Major II (1992–1994). Hij was staatssecretaris voor Transport van 1972 tot 1974, minister van Transport van 1979 tot 1981, minister van Volksgezondheid en Sociale Zaken van 1981 tot 1987, minister van Arbeid van 1987 tot 1990 en minister zonder portefeuille en Partijvoorzitter van de Conservative Party van 1992 tot 1994.
Fowler studeerde economie en rechten aan de Universiteit van Cambridge en werkte als militair voor de British Army en diende als Luitenant en als journalist voor de The Times.
Op 23 januari 1990 werd Fowler tot ridder geslagen en werd benoemd als een Knight Bachelor met het ere-predicaat van Sir. Op 6 juli 2001 werd Fowler benoemd als baron Fowler en werd lid van het Hogerhuis.
- International Standard Name Identifier: 0000 0000 5809 3247
- Library of Congress Control Number: nr91031674
- Nederlandse Thesaurus van Auteursnamen: 074314572
- Système universitaire de documentation: 136942741
- Virtual International Authority File: 79410876
- WorldCat: E39PBJw4BDP3CRDbdg4HP8mPQq